# Rosa woodsii
Rosa woodsii är en rosväxtart. Rosa woodsii ingår i släktet rosor, och familjen rosväxter.

## Underarter
Arten delas in i följande underarter:
- R. w. gratissima
- R. w. manca
- R. w. puberulenta
- R. w. woodsii
- R. w. arizonica
- R. w. ertterae
- R. w. glabrata
- R. w. maderensis
- R. w. ultramontana

## Bildgalleri

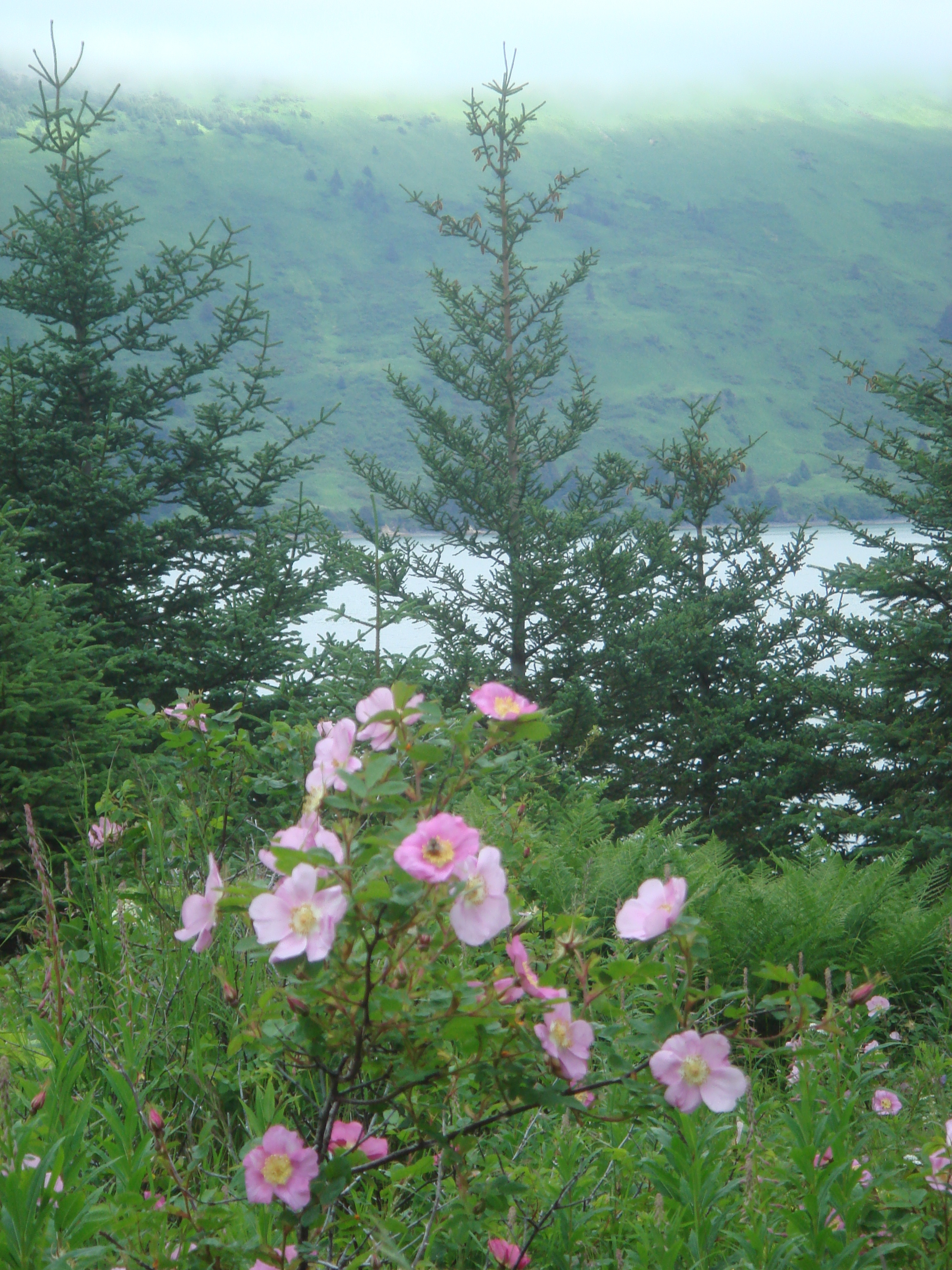
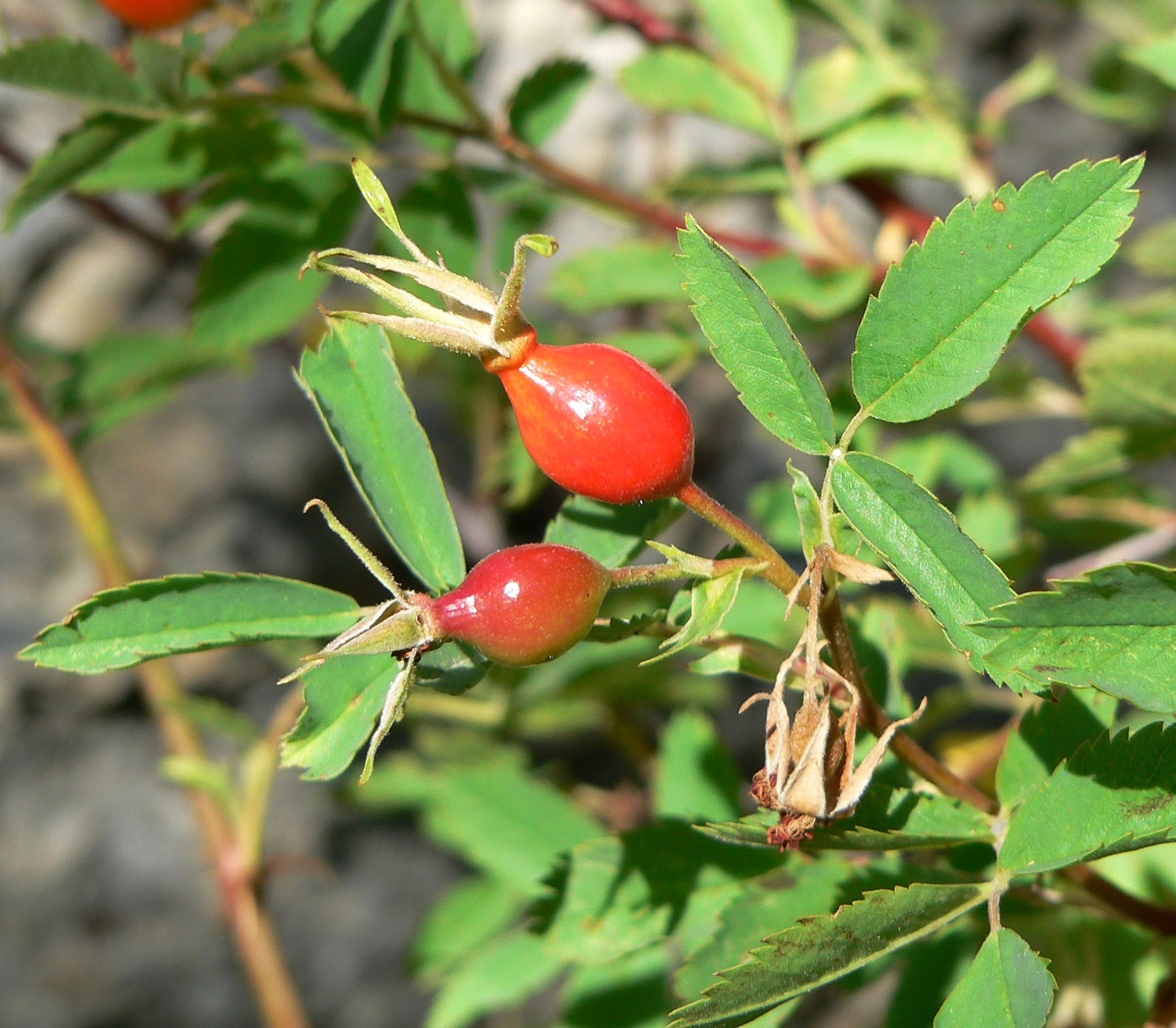
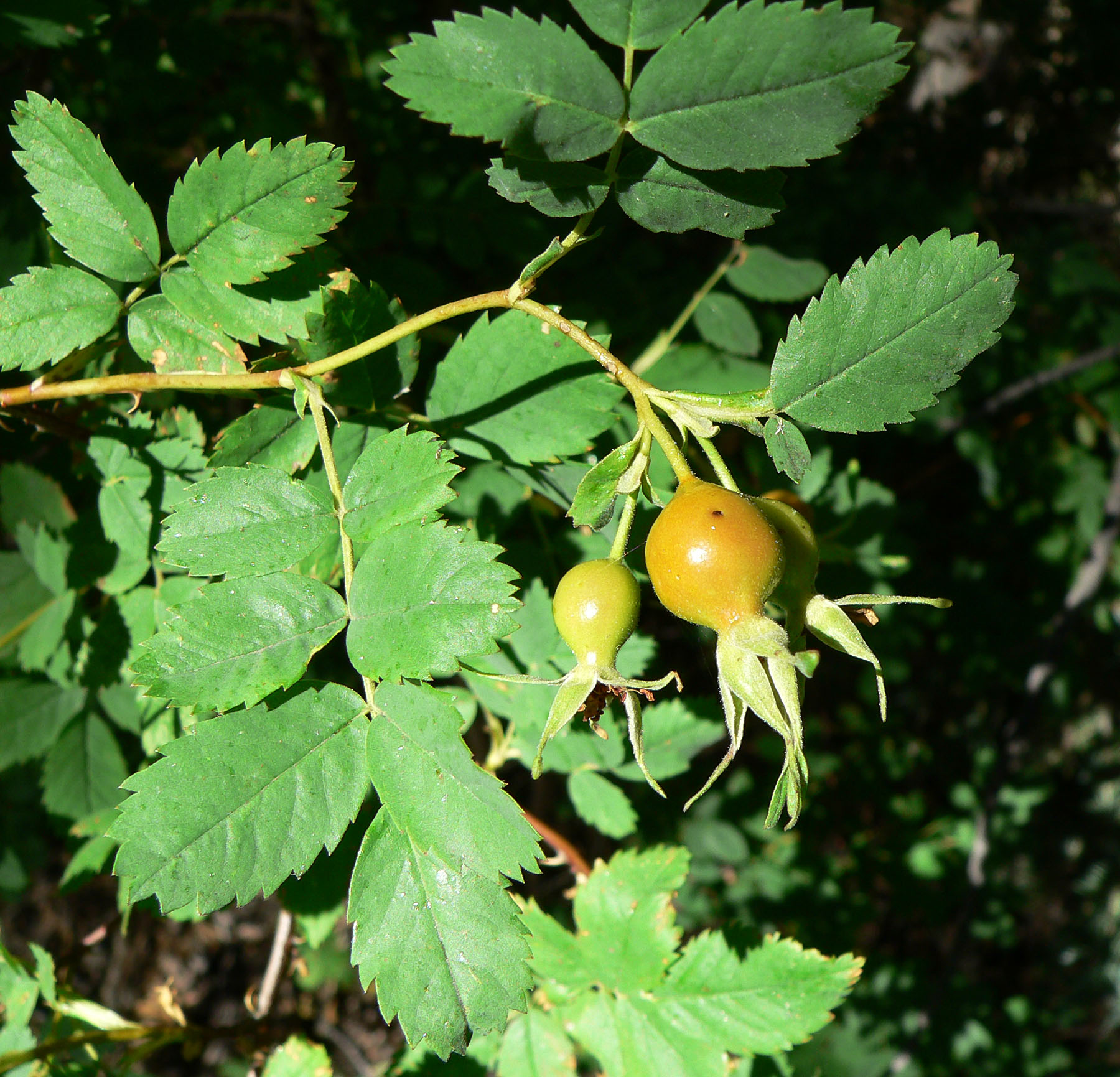
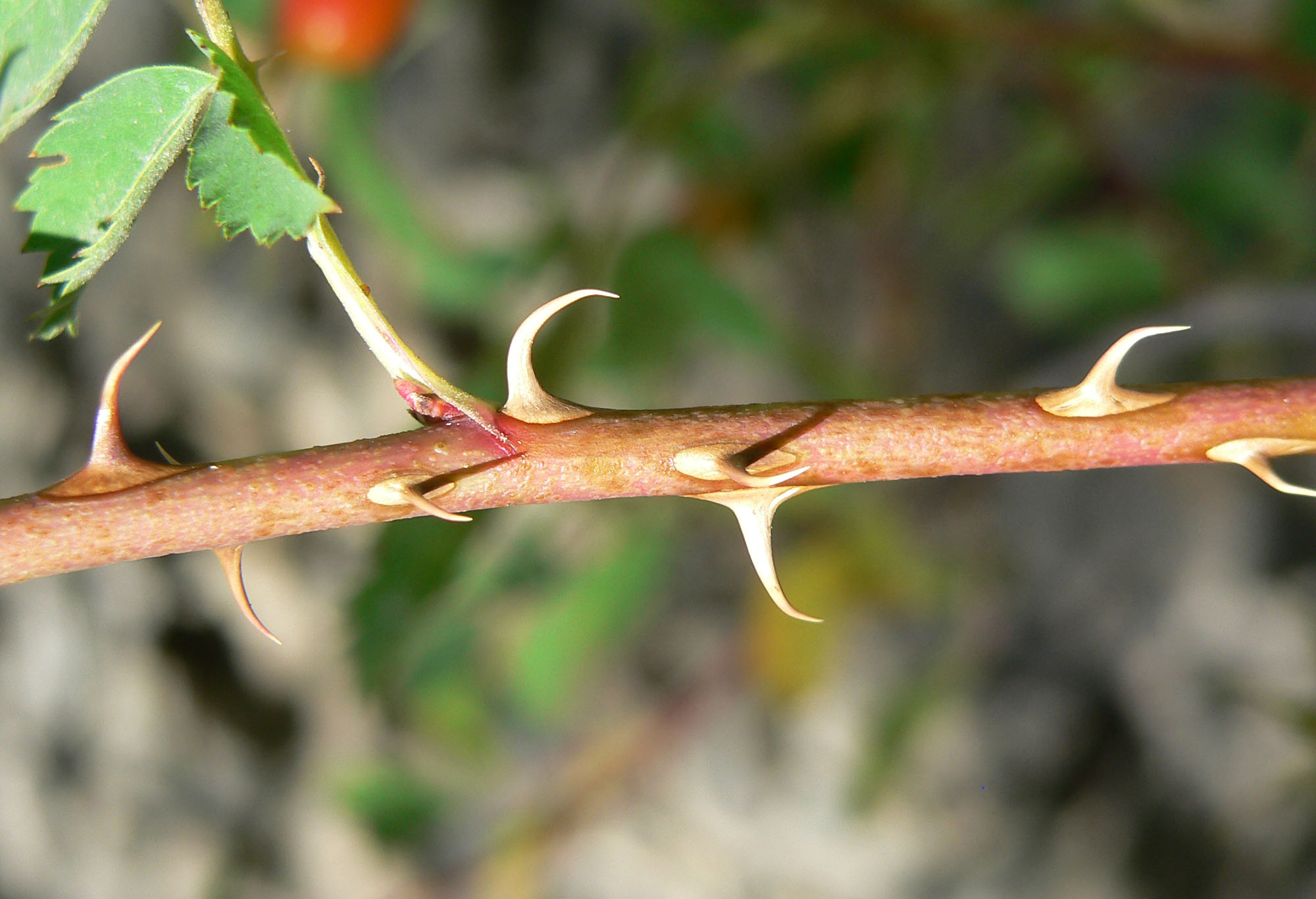
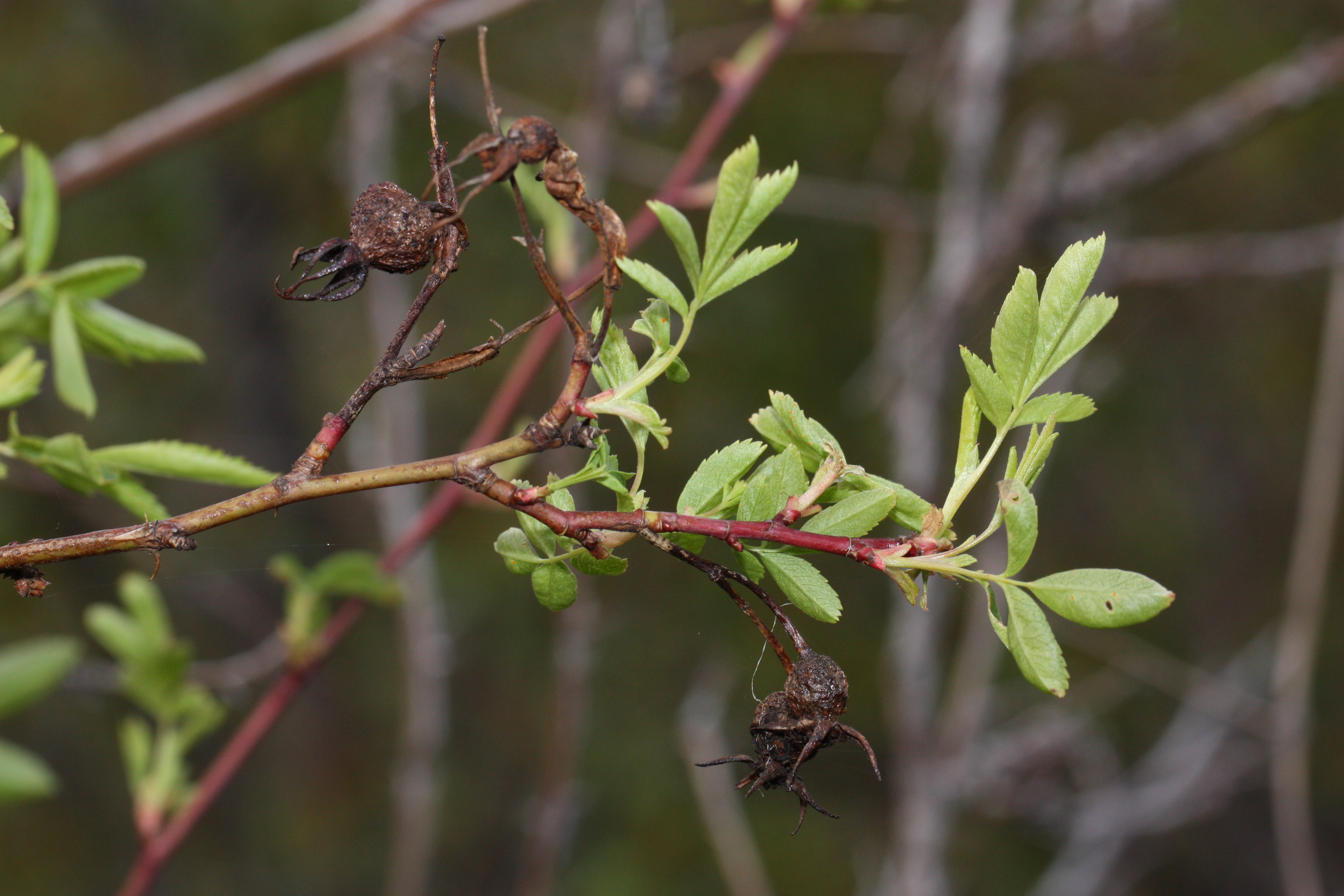
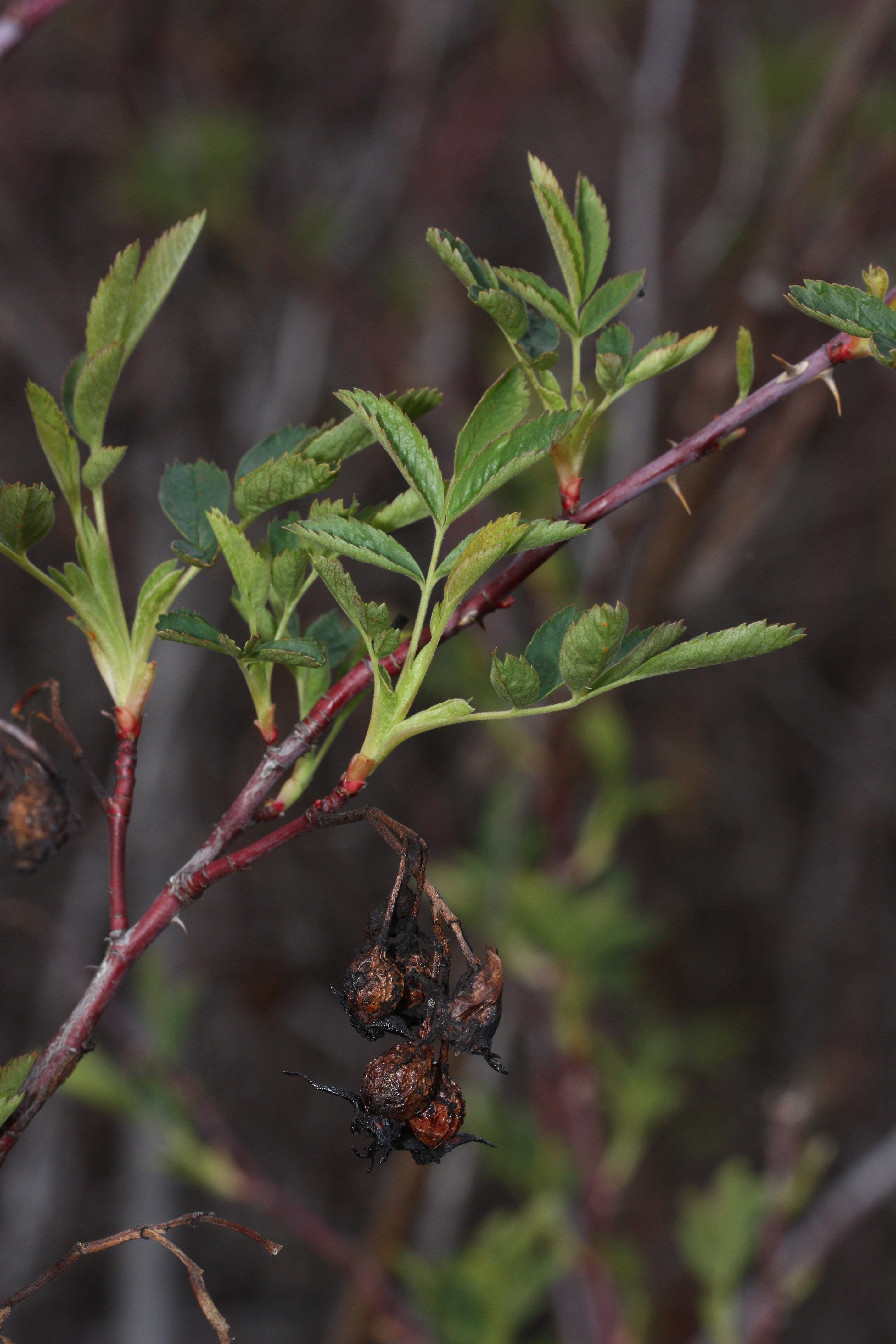